# Vaals
Vaals (phiên âm tiếng Việt: Van-xơ; phát âmⓘ) là một đô thị ở cực đông nam của tỉnh Limburg, một tỉnh ở đông nam Hà Lan.
Đô thị này có diện tích 23,90 km² nằm trên chân đồi của dãy Ardennes-Eifel và có cự ly khoảng 23 km về phía đông thành phố Maastricht và 5 km về phía tây thành phố Aachen.
Đô thị này giáp cả Bỉ và Đức. Hai biên giới này gặp nhau ở Drielandenpunt cách đỉnh cao nhất Hà Lan Vaalserberg mấy trăm mét.
Đô thị Vaals gồm các thị xã, thị trấn, làng sau: Camerig, Cottessen, Harles, Holset, Lemiers, Mamelis, Melleschet, Oud Lemiers, Raren, Rott, Vijlen, Wolfhaag.
Du lịch là ngành mang lại thu nhập chính cho cư dân ở  Vaals.